# 김성주 (1998년)
김성주(한국 한자: 金晟柱, 1998년 3월 23일 ~ )는 대한민국의 축구 선수이며 포지션은 공격수이다.

## 축구인 경력

### 선수 경력
2017년 광양제철고등학교를 졸업하고 우선지명으로 전남 드래곤즈에 입단하였다.
2018년 대전 시티즌으로 임대 이적하였다.